# Східненська сільська рада
Схі́дненська сільська́ ра́да — колишня адміністративно-територіальна одиниця в Білозерському районі Херсонської області. Адміністративний центр — селище Східне.
Східненська сільська рада ліквідована у 2017 році шляхом приєднання до Музиківської сільської ради.

## Загальні відомості
Східненська сільська рада утворена в 1916 році.
- Територія ради: 3,668 км²
- Населення ради: 1 279 осіб (станом на 2001 рік)
- Територією ради протікає річка Вірьовчина Балка

## Населені пункти
Сільській раді підпорядковані населені пункти:
- с-ще Східне
- с. Загорянівка

## Склад ради
Сільський голова до об'єднання з Музиківською сільською радою - Вова Тетяна Олександрівна;

## Населення
Згідно з переписом УРСР 1989 року чисельність наявного населення сільської ради становила 1260 осіб, з яких 614 чоловіків та 646 жінок.
За переписом населення України 2001 року в сільській раді мешкали 1272 особи.

### Мова
Розподіл населення за рідною мовою за даними перепису 2001 року:
| Мова       | Відсоток |
| ---------- | -------- |
| українська | 92,96 %  |
| російська  | 6,18 %   |
| молдовська | 0,23 %   |
| білоруська | 0,16 %   |
| болгарська | 0,08 %   |
| вірменська | 0,08 %   |
| гагаузька  | 0,08 %   |
| інші       | 0,23 %   |